# Pseudohorus transvaalensis transvaalensis
Pseudohorus transvaalensis transvaalensis es una subespecie de arácnido del orden Pseudoscorpionida de la familia Olpiidae.

## Distribución geográfica
Se encuentra en el sur de África y Zimbabue.